# Госфорд парк
Госфорд парк (енгл. Gosford Park) је историјски детективски сатирични црнохуморни мистеријски филм у режији Роберта Алтмана, објављен 2001. Филм је освојио Оскара у категорији за најбољи оригинални сценарио и позитивно је примљен у светској филмској штампи.
У филму је представљена ансамблска подела улога које тумаче Ајлин Еткинс, Боб Балабан, Алан Бејтс, Чарлс Денс, Стивен Фрај, Мајкл Гембон, Ричард Е. Грант, Дерек Џејкоби, Кели Макдоналд, Хелен Мирен, Џереми Нортам, Клајв Овен, Рајан Филипи, Меги Смит, Кристин Скот Томас, Емили Вотсон и многи други.

## Радња
Енглеска, 1932. У Госфорд парку, имању сер Вилијема Мекордла (Мајкл Гембон), друштво богатих британских и америчких гостију и њихових слугу долазе да заједно проведу угодан викенд. Констанс, грофица од Трентама (Меги Смит) и њена слушкиња Мери МекЕкрен (Кели Мекдоналд) упознају чувеног композитора Ајвора Новела (Џереми Нортам), подједнако познатог филмског продуцента Мориса Вајсмана (Боб Балабан) и његовог слугу Хенрија Дентона (Рајан Филипи) на путу ка имању. По доласку на имање госте дочекују домаћини, а послугу спремачица, госпођа Вилсон (Хелен Мирен).
Сер Вилијам – неименовани, али изузетно богат земљопоседник, власник многих предузећа, оженио се ћерком банкротираног војводе, леди Силвије (Кристин Скот Томас) из разлога престижа и рачунице, супружници тешко подносе једно друго, упркос томе што имају заједничку ћерку. Супруг млађе сестре леди Силвије, лејди Лавиније, бизнисмен Ентони Мередит (Том Холандер), партнер сер Вилијам, однедавно има финансијских потешкоћа, а сер Вилијам одбија да помогне свом шураку. Муж друге сестре, леди Луиз (Џералдин Сомервил), лорд Рејмонд Стокбриџ (Чарлс Денс), презире и Вилијема и Ентонија, поносни на своје племенито порекло и богатство не мање од Мекордлове. Часни Фреди Незбит, ожењен обичанком Мејбел Незбит, прокоцкао је мираз своје жене и покушава да заради за живот преко ћерке сер Вилијамове, Изобел, уцењујући је. Изобелину руку преузима млади лорд Стендиш због њеног мираза. Грофица од Трентама, презирући сер Вилијема (као и све остале), зависи од пензије коју јој он исплаћује по једном од услова брачног уговора закљученог преко њеног таста, брата грофице... Господин Вајзман и Ајвор Новело су углавном гости са забавном забавом, очигледно без премца, али радознали предмет посматрања.
У човеку Мери упознаје Роберта Паркса (Клајв Овен), попут ње, посетиоца, собара лорда Стокбриџа, који је био настањен са Хенријем Дентоном. Пред Маријом се такође отвара свет слугу великог узорног имања. Домаћица, госпођа Вилсон, управља свиме осим кухиње, у којој влада главна куварица, госпођа Крофт (Ајлин Аткинс), однос између две жене је изузетно затегнут. Собарица Дороти је заљубљена у свог батлера, господина Џенингса (Алан Бејтс). Главна собарица Елси (Емили Вотсон), са којом Мери дели собу, је лепа и самоуверена девојка, ужива у посебној пажњи сер Вилијама. Не куварица Берта (Тереза Черчер) се проституише да би зарадила додатни новац док услужује госте домаћина. Слушкиње и лакеји нису једнаки собарицама и собарима (први су квалификованије личне слуге господара, други обављају опште послове). Слуге у посети се зову по именима својих господара – тако Мери постаје „госпођица Трентем“, Роберт Паркс – „господин Стокбриџ“, Хенри Дентон – „господин Вајзмен“. Десетине малих правила и обичаја испостављају се као права школа за Марију.
Прве ноћи за вечером, Хенријеве слуге, као странца, занимају који су од присутних родитеља такође били слуге. Испоставља се да поред насљедних слугу, за столом седе људи из окружења пољопривредника, фабрички радници. Одговарајући заузврат, Паркс одбија да открије шта су његови родитељи урадили, али каже да је одрастао у сиротишту. Многи од присутних слугу откривају сопствени снобизам према сиротишту, верујући да су на вишој степеници друштвене лествице.
...Тако се класно раслојавање у дневним собама огледа у класном раслојавању у народној соби.
Убрзо се испоставља да је и сам Хенри Вајзманов љубавник, али овај пут одбија да обавља „додатне дужности“, тврдећи да је то превише ризично у страној, непознатој кући... Али, напуштајући ходник мајсторске спаваће собе, он је упознаје леди Силвију, флертује са њом и на крају проведе ноћ у њеној соби.
Ујутру другог дана, док је ловио фазане, сер Вилијам је лакше рањен у уво случајним хицем. Изнервиран, поново одбија финансијску помоћ Мередит, која се за њега везала пословним разговором у погрешно време. Вечера је напета. Лејди Силвија вређа Сер Вилијама. Елси, служећи за столом, замера лејди Силвији за неправду, и бежи из трпезарије - њен рад у Госфорд парку је завршен, што је свима очигледно. После скандалозног инцидента, сер Вилијам напушта госте и одлази у библиотеку, где му госпођа Вилсон доноси кафу. Мекордл одгурује испружену шољу, захтевни виски... У међувремену, грофица Трентам позива госте да направе бриџ игру. Ајвор Новело седа за клавир и почиње да пева. Добродушна Мејбл Незбит је одушевљена, а остали становници дневне собе с презиром се односе према Ајворовој уметности. Другачијег је мишљења и послуга, који у пуној снази долази на врата дневне собе да слуша певање славног уметника...
У међувремену, постаје јасно да неко чије лице није приказано иде ка библиотеци са ножем у руци...
Нешто касније, Луиз Стокбриџ одлази да провери Сер Вилијама и проналази га избоденог на смрт. Цела кућа трчи на њен врисак, а лорд Стокбриџ позива полицију у вилу.
Неколико сати касније, инспектор Томпсон (Стивен Фрај) и ПЦ Декстер (Рон Вебстер) стижу на имање. Након прегледа места злочина, Декстер претпоставља да је сер Вилијам већ био мртав када је убоден, на шта указује мала количина крви из ране.
Дентон поново одлази код лејди Силвије и поново проводи ноћ код ње.
Ујутру трећег дана, Хенри Дентон открива да је глумац који се, уз дозволу сер Вилијама, претварао да је слуга како би проучавао живот слуге за нову улогу. Појављује се за доручком као гост, на очигледну љутњу леди Силвије, која сматра да није искористила Хенрија, већ супротно. После доручка, инспектор Томпсон испитује све који су имали мотив да желе мртвог Сер Вилијама: Ентонија Мередита, леди Силвију, грофицу од Трентама. После Ентонијевог испитивања, Мередит неочекивано излива своју душу служавки Дороти, која га почасти пекмезом у остави и такође искрено о томе колико је живот неправедан... Инспектор Томпсон испитује слуге, откривајући неке непријатне детаље из њихових биографија: испоставља се да је достојанственом батлеру Џенингсу суђено због одбијања од вршења војне дужности. Џенингс не може да поднесе стрес и напије се. Госпођа Вилсон и верна Дороти покушавају да сакрију ову чињеницу и сачувају његов углед и положај у кући.
Увече пре вечере, Изобел даје Фредију чек да стане иза ње, али Мејбел, која је одлучила да прекине свој понижавајући положај обичне жене, оштро узвраћа још један напад на грофицу Констанцу, а затим захтева од свог мужа чек који је добио од Изобел, коју је Фреди приморан да сломи.
Елси не излази из собе од претходне вечери: хтела је да оде ујутру, али је убиство приморава да остане на имању до краја истраге. Признаје Мери да се не каје због тога што се догодило, да није волела сер Вилијама, али јој се допао начин на који се опходио према њој и рекла је да је имала шансу да постигне више у свом животу. Елси је чак и драго што је завршила са послом у Госфорд парку.
Мери чује још један разговор о покојном власнику. Госпођа Крофт, за поучавање курве Берте, прича да је у младости сер Вилијам био познат по завођењу жена које су радиле у његовим фабрикама. Ако би девојка затруднела, нудио јој је избор: да дете задржи за себе и изгуби посао или да дете на усвајање у породици без деце, али да остане на функцији. Мери убрзо схвата да је Роберт Паркс убио сер Вилијама. Она долази у његову собу, а Паркс потврђује да је Мери у праву, сер Вилијам је био његов отац: сазнао је када је украо његова документа из сиротишта и у њима пронашао фотографију своје мајке и информацију да га је Мекордл сместио у сиротиште. Паркс је примљен у службу, прошао је све кораке лакеја и постао првокласни собар, а затим је отишао да ради за лорда Стокбриџа да би ушао у кућу сер Вилијама. Претходне ноћи је искористио то што су се слуге окупиле испред салона да слушају Новела како пева, ставио је прљаве галоше да би стекао утисак да је неко ушао са улице, извадио напуњен нож, ушуњао се. библиотеку и избо Сер Вилијама. Већ је јасно да је Мекордл тада био мртав - отрован, али Роберт каже Мери да, иако он то није знао, није брига ко је то урадио. Након тога, Роберт љуби девојку: сањао је о томе од тренутка када ју је видео.
Ујутро четвртог дана, инспектор закључује да је сер Вилијам убио насумични разбојник који је ушао са улице, чији су отисци стопала пронађени на тепиху. Гости могу слободно да напусте имање. Лејди Лавинија од сестре добија гаранције да ће њеном мужу бити пружена финансијска подршка, срећна је, јер се, за разлику од својих сестара, удала за сиромашног Ентонија Мередита из љубави. Чим се сазна да Ентонијев посао иде добро, Фреди Незбит покушава да му се наметне као партнер. Изобел чује Стандишево цинично резоновање о удаји због новца и прекида своју везу са њим.
Елси напушта имање, узимајући сер Вилијамовог вољеног пса, о коме сада нико не брине. Вајзман нуди да одвезе Елси до Лондона, а она улази у ауто са њим, Новелом и Хенријем, остављајући Госфорд парк за нови живот.
У међувремену, Мери помаже грофици Трантхам да оде у њену собу, где долази леди Силвија. Даме почињу да расправљају о судбини имања, настављају да оговарају непријатељство између госпође Крофт и госпође Вилсон... Леди Силвија помиње да су обе радиле у једној од фабрика покојног сер Вилијама, а такође покушава да запамтите девојачко презиме госпође Вилсон: или Паркинсон, или Паркер, или Паркс... Мери све разуме и долази код госпође Вилсон, која признаје да је отровала сер Вилијама. Препознала се на фотографији у соби Роберта Паркса, коју је једном пронашао у новинама сиротишта и од тада увек носи са собом и држи на ноћном ормарићу. Једном је поверовала Мекордлу и, невољно, дала дете на усвајање у добру породицу, а Мекордл је, како је постало јасно из Парксових објашњења, једноставно послао сина у сиротиште. Сестра госпође Вилсон јој то није опростила, јер се није одрекла свог детета, зачетог под сличним околностима такође од Мекордла, чак ни по цену свог места у фабрици. Убрзо је умрло сестрино дете. А онда је госпођа Вилсон, која је задржала свој положај, наговорила Мекордла да поново одведе њену сестру да ради, као главни кувар на имању. Тако се испоставило да су госпођа Вилсон и госпођа Крофт сестре... Госпођа Вилсон наставља своју причу: препознавши себе на фотографији у соби Роберта Паркса, схватила је да ако Роберт има фотографију, онда је може и добити само увидом у документе склоништа, што значи да зна ко га је дао у сиротиште, очигледно није случајно завршио у Госфорд парку и жели да се освети. Тада је одлучила да делује проактивно и дошла је код власника са непотребном кафом... Била је идеална слушкиња и схватила је да после свађе у трпезарији са супругом, сер Вилијам неће желети кафу, већ нешто јако, да ће је питати да сипа виски, и у том тренутку ће моћи да у њега убаци отров... Госпођа Вилсон са поносом признаје да је испред свог сина: чак и ако се све открије, Роберт Паркс ће бити оправдан, јер је он већ убо мртво тело. Мери напушта госпођу Вилсон, која продире у тихе јецаје. У том тренутку на врата улази госпођа Крофт, која је, као и Мери, све разумела, и дошла да загрли своју сестру Елси после толико година отуђења. Госпођа Вилсон жали што је изгубила свог дечака, али Лизи је теши да је он барем жив, безбедан и слободан.
Мери се опрашта од Роберта не говорећи му ништа. Онда она сама улази у кола до грофице Констанце.
...Гости напуштају имање, а Џенингс, са уздахом олакшања, затвара улазна врата.